# اچ‌ام‌اس دیدو (اف۱۰۴)
اچ‌ام‌اس دیدو (اف۱۰۴) (به انگلیسی: HMS Dido (F104)) یک کشتی بود که طول آن ۳۷۲ فوت (۱۱۳ متر) بود. این کشتی در سال ۱۹۶۱ ساخته شد.